# North Carolina State University Insect Museum
North Carolina State University Insect Museum – entomologiczne muzeum przyrodnicze oraz instytut badawczy zajmujący się systematyką owadów i informatyką bioróżnorodności przy North Carolina State University. Zlokalizowane jest w budynku wydziału entomologii NCSU i koledżu College of Agriculture and Life Science w mieście Raleigh w Karolinie Północnej (USA).
W skład kolekcji muzealnej wchodzi ponad 1,5 mln okazów, ze szczególnym naciskiem na entomofaunę Karoliny Północnej oraz Auchenorrhyncha i Aphididae świata. Mniejszą, ale historycznie istotną (zwłaszcza dla Anthophila wschodnich Stanów Zjednoczonych) jest, obecnie szybko rozwijana, kolekcja dedykowana Hymenoptera. Oprócz tego w zbiorach znaleźć można inne pluskwiaki, motyle, chrząszcze, roztocza, skoczogonki, muchówki, prostoskrzydłe i inne rzędy.

## Historia
Wielką rolę w historii muzeum odegrał Zeno P. Metcalf, który w latach 1912-1956 uczynił z North Carolina State University lidera badań i nauczania w dziedzinie systematyki owadów, a w szczególnie taksonomii pluskwiaków. Ponieważ duża, gromadząca się od ustanowienia w 1889 roku uniwersytetu, kolekcja owadów składowana była w różnych miejscach kampusu, Z. P. Metcalf postanowił w 1952 połączyć ją w jeden zbiór tworząc muzeum entomologiczne. Włączył on w nie również swoje prywatne zbiory pluskwiaków. Metcalf był pierwszym dyrektorem muzeum. Po jego śmierci w 1956, w 1957 zastąpił go specjalista od cykad David A. Young. W połowie 1980 roku dyrektorem został Lewis L. Deitz. W 1992 Robert L. Blinn, który zastąpił w 1987 C. S. Parrona na stanowisku zarządcy kolekcji, stworzył aplikację bazodanową ułatwiającą inwentaryzacje, zarządzanie i wypożyczanie kolekcji. Z kolei Brian M. Wiegmann, systematyk molekularny, założył Museum's Genome Bank, składający się z zamrożonych okazów używanych do analiz molekularnych. Gwałtowny rozrost kolekcji nastąpił w latach 1980' i 90'. W grudniu 1980 okazów było 719 178, zaś w grudniu 1997 przekraczała 1 144 170. W 1997 muzeum otrzymało od National Science Foundation grant na dalszą rozbudowę kolekcji.